# 鲍尔瑙·维克托
鲍尔瑙·维克托（匈牙利語：Barna Viktor，1911年8月24日—1972年2月27日），原名布劳恩·哲泽（Braun Győző）， 出生于布达佩斯，犹太裔匈牙利和英国乒乓球运动员。他曾获得22枚世界乒乓球锦标赛金牌。